# Classe Rus'
Classe Rus'  è il nome in codice NATO con il quale sono conosciuti un paio di minisommergibili sviluppati e costruiti in Russia. Tali mezzi pare abbiano delle leggere differenze tecniche, e sono noti in patria come Progetto 16810 Rus'  e Progetto 16811 Consul. Sono entrati in servizio a partire dal 2000.

## Storia

### Sviluppo
Lo sviluppo dei Progetto 16810 venne portato avanti dall'ufficio tecnico Malakhit. Il primo esemplare della classe venne impostato nel 1992, presso il cantiere navale di San Pietroburgo. Questo venne varato nel 1999, ed entrò in servizio l'anno successivo dopo le prove in mare.
Per quanto riguarda invece il secondo esemplare, leggermente diverso, non è chiaro se sia stato impostato nel 1992 o nel 1997

### Impiego operativo
Il Rus' è stato immesso in servizio nella Flotta del Nord nel dicembre del 2000, con il nome di AS-37. L'altro esemplare, il Consul, sarebbe dovuto entrare in servizio nello stesso periodo, ma ciò non è avvenuto. Comunque, sembra che nel 2010 dovrebbe essere immesso in servizio con un operatore civile, la MinGeo.

## Descrizione tecnica
I classe Rus' sono dei DSRV di piccole dimensioni, con una lunghezza di 8 m ed un dislocamento in superficie di 24 t. La propulsione è assicurata da sei motori elettrici, in grado di spingerlo alla velocità di 3 nodi, con un'autonomia di 80 ore.
L'equipaggio è di 2 o 3 elementi. Questo alloggia in una sfera costruita in lega di titanio, del diametro di 2,1 m, che rende possibile una profondità operativa di 6.000 m.
I Rus'  sono in grado di effettuare delle operazioni subacquee grazie ad un braccio meccanico, che permette di sollevare fino a 400 kg. La strumentazione di bordo è costituita da sistemi sonar, che consente di rilevare oggetti fino ad una distanza di 750 m.